# Aneta Corsaut
Aneta Louise Corsaut (Hutchinson, 3 novembre 1933 – Studio City, 6 novembre 1995) è stata un'attrice statunitense.

## Filmografia parziale

### Cinema
- Fluido mortale (The Blob), regia di Irvin Yeaworth (1958) - a nome Aneta Corseaut
- Scusa, me lo presti tuo marito? (Good Neighbor Sam), regia di David Swift (1964) - non accreditata
- Smania di vita (A Rage to Live), regia di Walter Grauman (1965)
- Mezzogiorno e mezzo di fuoco (Blazing Saddles), regia di Mel Brooks (1974) - non accreditata
- Lo squartatore di Los Angeles (The Toolbox Murders), regia di Dennis Donnelly (1978)

### Televisione
- Hong Kong – serie TV, episodio 1x19 (1961)
- The Gertrude Berg Show – serie TV, 16 episodi (1961-1962)
- I detectives (The Detectives) – serie TV, episodio 3x27 (1962)
- Death Valley Days – serie TV, 5 episodi (1960-1965)
- The Andy Griffith Show – serie TV, 66 episodi (1963-1968)
- Colombo (Columbo) – serie TV, episodio 2x06 (1973)
- Visite a domicilio (House Calls) – serie TV, 13 episodi (1979-1981)
- Cuore e batticuore (Hart to Hart) – serie TV, episodio 5x04 (1983)
- Il tempo della nostra vita (Days of Our Lives) – soap opera, 9 puntate (1984)
- Matlock – serie TV, 7 episodi (1987-1992)